# 斯坦尼希夫卡 (基輔州)
49°28′10″N 30°31′29″E / 49.46944°N 30.52472°E
斯塔尼希夫卡（羅馬化：Stanyshivka）是位於烏克蘭北部的村莊，由基辅州白采爾克瓦區的塔拉夏市鎮負責管轄。該村始建於1765年，面積2.17平方公里，海拔高度229米，2001年該村落人口595。